# 乌拉尔斯基 (斯维尔德洛夫斯克州)
乌拉尔斯基（羅馬化：Uralʹskiy），旧称科苏利诺-1（Косулино-1），是俄罗斯斯维尔德洛夫斯克州的封闭市级镇，由州直接管辖，行政地位与区相当。地处斯维尔德洛夫斯克州南部，位于该州别洛亚尔斯基与瑟谢尔季两区交界处附近，在州府叶卡捷琳堡东南方。俄罗斯战略导弹部队有单位驻扎于此。
建于1960年，1994年得名乌拉尔斯基。2022年人口有2,431人；2010年人口2,444人；2002年人口2,311人。